# Авраамий (архиепископ Охридский)
Авраамий Месапса — епископ Охридской православной церкви, архиепископ Охридский.

## Биография
Впервые имя Авраамия, который на тот момент был епископом Новопатрским Охридской архиепископии, упоминается в грамоте от 31 января 1629 года, данной некоему епископу Косме. Известна также грамота 1631 года, выданная Авраамию Священным Синодом с подтверждением права на сбор пожертвований.
В 1632 году отправился в поездку по Западной Европе, которая продолжалась 2,5 года. В августе 1634 года посетил Россию.
Умер или ушёл на покой в 1637 году, когда архиепископом Охридским был избран Мелетий.